# ایالات متحده و تروریسم دولتی

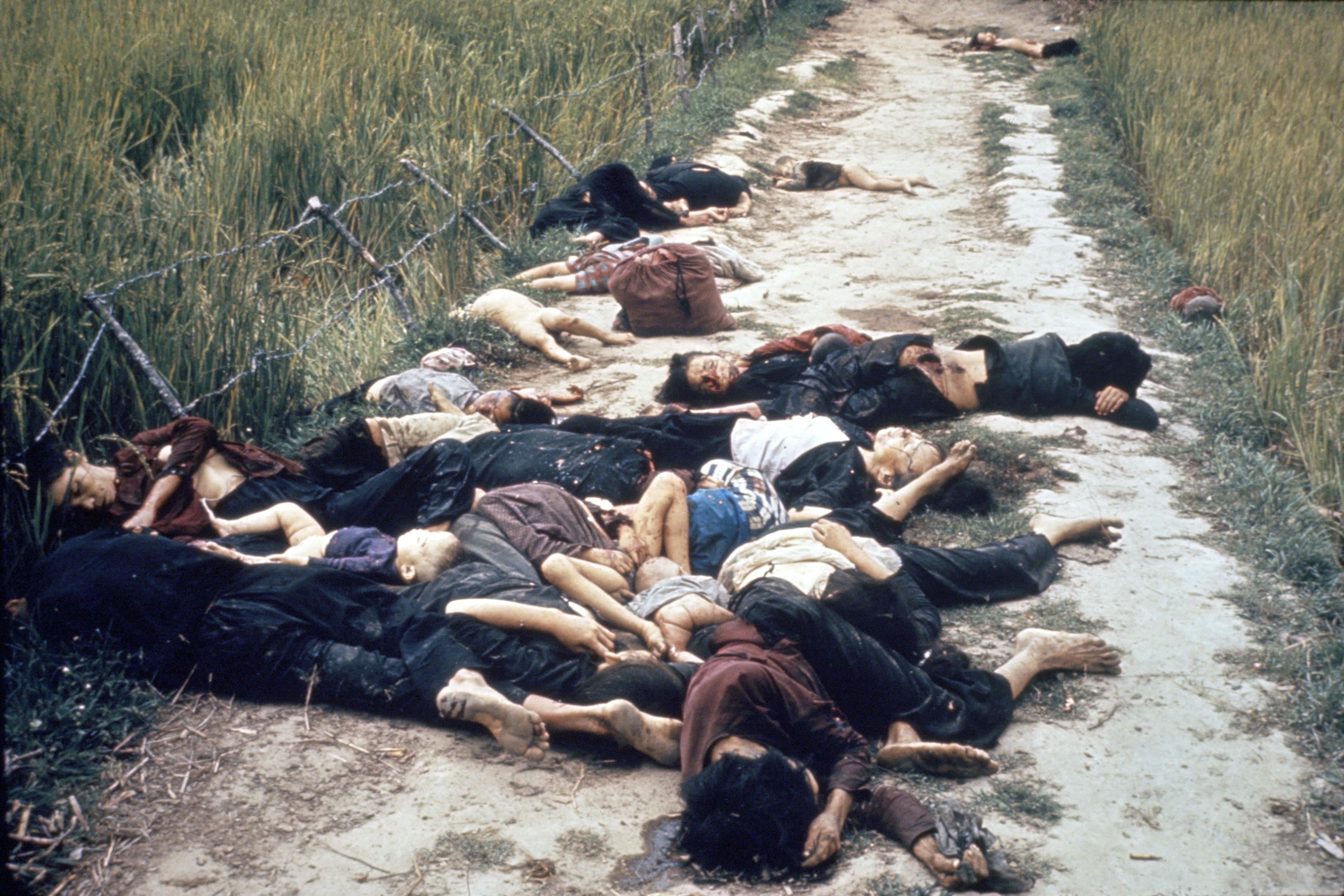
بخشی از کشتار و تروریسم دولتی آمریکا

چندین محقق ایالات متحده را به دست داشتن در تروریسم دولتی متهم کرده‌اند. آن‌ها در مورد استفاده ایالات متحده و دیگر دموکراسی‌های لیبرال از تروریسم دولتی، به‌ویژه در رابطه با جنگ سرد، نوشته‌اند. به گفته آن‌ها، تروریسم دولتی برای حفاظت از منافع نخبگان سرمایه‌داری مورد استفاده قرار می‌گیرد و ایالات متحده یک سیستم استعماری نو از دولت‌های متکی را سازماندهی می‌کند که با نخبگان منطقه همکاری می‌کند تا از طریق ترور حکومت کنند. این کار با دانشمندان جریان اصلی تروریسم که بر تروریسم غیردولتی و تروریسم دولتی دیکتاتوری‌ها متمرکز هستند، بحث‌برانگیز شده‌است.
چنین آثاری عبارتند از: اقتصاد سیاسی حقوق بشر نوآم چامسکی و ادوارد هرمان (۱۹۷۹)، شبکه وحشت واقعی هرمان (۱۹۸۵)، تروریسم دولتی غربی الکساندر ال جورج (۱۹۹۱)، تروریسم دولتی فردریک گارو و ایالات متحده (۲۰۰۴)و جنگ دیگر آمریکا داگ استوکس (۲۰۰۵)
از این میان، روث جی بلیکلی، چامسکی و هرمان را مهم‌ترین نویسندگان دربارهٔ ایالات متحده و تروریسم دولتی می‌دانند.

## آثار قابل توجه
با شروع در اواخر دهه۱۹۷۰، نوام چامسکی و ادوارد اس. هرمان مجموعه‌ای از کتاب‌ها را در مورد دخالت ایالات متحده با تروریسم دولتی نوشتند. نوشته‌های آن‌ها با گزارش‌های عفو بین‌الملل و سایر سازمان‌های حقوق بشر در مورد یک «اپیدمی» جدید جهانی شکنجه و قتل دولتی همزمان بود. چامسکی و هرمان استدلال کردند که ترور در حوزه نفوذ ایالات متحده در کشورهای در حال توسعه متمرکز شده‌است و موارد نقض حقوق بشر توسط کشورهای متکی ایالات متحده در آمریکای لاتین را مستند کردند. آن‌ها استدلال کردند که از ده کشور آمریکای لاتین که جوخه‌های مرگ داشتند، همه کشورهای متکی ایالات متحده بودند. آن‌ها در سرتاسر جهان ادعا کردند که ۷۴درصد از رژیم‌هایی که از شکنجه بر مبنای اداری استفاده می‌کردند، کشورهای متکی ایالات متحده بودند که برای حفظ قدرت از ایالات متحده حمایت نظامی و دیگر حمایت دریافت می‌کردند. آن‌ها به این نتیجه رسیدند که افزایش جهانی ترور دولتی نتیجه سیاست خارجی ایالات متحده است.
چامسکی به این نتیجه رسید که همه قدرت‌ها از تروریسم دولتی در کشورهای متکی حمایت می‌کنند. ایالات متحده و دیگر قدرت‌ها، به‌ویژه بریتانیا و فرانسه، در راس آن‌ها قرار داشتند که از رژیم‌های جهان سوم که از طریق خشونت در قدرت بودند، حمایت مالی، نظامی و دیپلماتیک می‌کردند. این دولت‌ها با شرکت‌های چند ملیتی، به ویژه در صنایع تسلیحاتی و امنیتی، همراهی می‌کردند. علاوه بر این، سایر کشورهای در حال توسعه خارج از حوزه نفوذ غرب، ترور دولتی را با حمایت قدرت‌های رقیب انجام دادند.
ادعای دخالت قدرت‌های بزرگ در تروریسم دولتی در کشورهای در حال توسعه، محققان را بر آن داشته‌است که آن را بعنوان یک پدیده‌ی جهانی بررسی کنند تا اینکه کشورها را به‌صورت جداگانه مطالعه کنند.
در سال۱۹۹۱، کتابی که توسط الکساندر ال جورج ویرایش شد، استدلال می‌کرد که دیگر قدرت‌های غربی از ترور در کشورهای در حال توسعه حمایت می‌کنند. وی به این نتیجه رسید که ایالات متحده و متحدانش حامیان اصلی تروریسم در سراسر جهان هستند. گارو بیان می‌کند که تعداد مرگ و میرهای ناشی از تروریسم غیردولتی (۳۶۶۸ مرگ بین سال‌های ۱۹۶۸ و ۱۹۸۰، همان‌طور که توسط آژانس اطلاعات مرکزی (سیا) تخمین زده می‌شود) با مرگ‌های ناشی از تروریسم دولتی در رژیم‌های تحت حمایت ایالات متحده مانند گواتمالا «کوتوله» است. (۱۵۰۰۰۰کشته، ۵۰۰۰۰مفقود در طول جنگ داخلی گواتمالا ۹۳٪ از آنها را گارو به عنوان «قربانیان تروریسم دولتی» طبقه‌بندی می‌کند).
در میان دیگر محققان، روث جی. بلیکلی می‌گوید که ایالات متحده و متحدانش از تروریسم دولتی در «مقیاس عظیم» درطول جنگ سرد حمایت و بکار گرفتند. توجیهی که برای این امر ارائه شد مهار کمونیسم بود، اما بلیکلی معتقد است که این ابزاری برای حمایت از منافع نخبگان تجاری ایالات متحده و ترویج گسترش نئولیبرالیسم در سراسر جنوب جهانی بود. مارک آرون معتقد است که رژیم‌های استبدادی و دیکتاتوری دست راستی تحت حمایت قدرت‌های غربی مرتکب قساوت‌ها و کشتارهای دسته‌جمعی شده‌اند که رقیب دنیای کمونیستی است و نمونه‌هایی مانند اشغال تیمور شرقی توسط اندونزی، کشتار جمعی اندونزی در سال‌های ۱۹۶۵–۱۹۶۶، «ناپدید شدن‌ها» را ذکر می‌کند. در گواتمالا در طول جنگ داخلی، و ترورها و تروریسم دولتی مرتبط با عملیات کندور در سراسر آمریکای جنوبی. در کتاب بدتر از جنگ، دانیل گلداگن استدلال می‌کند که در طول دو دهه آخر جنگ سرد، تعداد کشورهای متکی آمریکایی که به کشتار دسته جمعی دست می‌زنند از اتحاد جماهیر شوروی بیشتر بود. به گفته جان هنری کوتسورث، آمریکایی لاتین، تعداد قربانیان سرکوب به تنهایی در آمریکای لاتین از شوروی و ماهواره‌های اروپای شرقی آن در طول دوره ۱۹۶۰ تا ۱۹۹۰ بسیار بیشتر جی پاتریس مک شری ادعا می‌کند که «صدها هزار آمریکایی لاتین توسط رژیم‌های نظامی دست راستی به عنوان بخشی از جنگ صلیبی ضد کمونیستی به رهبری ایالات متحده شکنجه، ربوده یا کشته شدند.»

## تعریف
تعریف حقوقی ایالات متحده از تروریسم اعمالی را که توسط کشورهای به رسمیت شناخته شده انجام می‌شود مستثنی می‌کند. طبق قانون ایالات متحده (22 USC 2656f(d)(2)) تروریسم به عنوان «خشونت از پیش برنامه ریزی شده و با انگیزه سیاسی انجام شده علیه اهداف غیرنظامی توسط گروه‌های محلی یا عوامل مخفی، که معمولاً با هدف تأثیرگذاری بر مخاطبان انجام می‌شود» تعریف می‌شود. هیچ اجماع بین‌المللی در مورد تعریف قانونی یا آکادمیک تروریسم وجود ندارد. کنوانسیون‌های سازمان ملل متحد نتوانسته‌اند در مورد تعاریف تروریسم غیردولتی یا دولتی به اجماع دست یابند.
به گفته پروفسور مارک سلدن، «سیاستمداران آمریکایی و اکثر دانشمندان علوم اجتماعی به‌طور قطع اقدام‌های و سیاست‌های ایالات متحده و متحدانش» را بعنوان تروریسم کنار می‌گذارند. مورخ هنری کومجر نوشت: «حتی زمانی که تعاریف تروریسم اجازه تروریسم دولتی را می‌دهد، اقدام‌های دولت در این زمینه از منشور جنگ یا دفاع از خود ملی دیده می‌شود، نه ترور». به گفته دکتر مایرا ویلیامسون، معنای «تروریسم» دستخوش دگرگونی شده‌است. در دوران حکومت ترور، یک رژیم یا سیستم تروریسم بعنوان ابزار حکومتی مورد استفاده قرار گرفت که توسط یک دولت انقلابی اخیراً تأسیس شده علیه دشمنان مردم به کار گرفته شد. اکنون اصطلاح «تروریسم» معمولاً برای توصیف اقدام‌های تروریستی انجام شده توسط نهادهای غیردولتی یا محلی علیه یک دولت استفاده می‌شود.
فردریک گارو در تروریسم دولتی و ایالات متحده می‌نویسد که هدف تروریسم ارعاب یا اجبار هم گروه‌های هدف و هم بخش‌های بزرگتر جامعه است که با ایجاد ترس شدید در ارزش‌های گروه‌های هدف مشترک هستند یا می‌توانند آنها را به اشتراک بگذارند. اضطراب، دلهره، هراس، ترس ویا وحشت». هدف تروریسم علیه دولت این است که دولت‌ها را مجبور به تغییر سیاست‌های خود، سرنگونی دولت‌ها یا حتی نابودی دولت کند. هدف تروریسم دولتی از بین بردن افرادی است که دشمنان بالفعل یا بالقوه تلقی می‌شوند و دلسرد کردن آن دسته از دشمنان بالفعل یا بالقوه ای است که حذف نشده‌اند.

## نقدهای کلی
پروفسور ویلیام اودوم، مدیر سابق آژانس امنیت ملی رئیس‌جمهور ریگان، نوشت:
همان‌طور که بسیاری از منتقدان اشاره کرده‌اند، تروریسم دشمن نیست. یک تاکتیک است. از آنجایی که ایالات متحده خود سابقه طولانی در حمایت از تروریست‌ها و استفاده از تاکتیک‌های تروریستی دارد، شعارهای امروز جنگ علیه تروریسم صرفاً آمریکا را در مقابل سایر جهان ریاکارانه جلوه می‌دهد.
پروفسور ریچارد فالک معتقد است که ایالات متحده و سایر کشورهای ثروتمند، و همچنین نهادهای اصلی رسانه‌های جمعی، شخصیت و دامنه واقعی تروریسم رامبهم کرده‌اند ودیدگاهی یکطرفه را از منظر امتیاز جهان اول منتشر کرده‌اند. او گفته‌است که:
اگر قرار است از «تروریسم» به عنوان یک اصطلاح تهمت اخلاقی و قانونی استفاده شود، باید در مورد خشونتی که عمداً غیرنظامیان را هدف قرار می‌دهد، خواه توسط بازیگران دولتی یا دشمنان غیردولتی آنها انجام شود، اعمال شود. 
فالک استدلال کرده‌است که انکار تروریسم غیردولتی اصیل بعنوان راهبردی برای کاهش آن کافی نیست. فالک همچنین استدلال کرد که افرادی که مرتکب اقدام‌های «تروریستی» علیه ایالات متحده شدند، می‌توانند از دفاع نورنبرگ استفاده کنند.
دانیل شور، با مروری بر انقلابیون و کارگزاران فالک، اظهار داشت که تعریف فالک از تروریسم به تعریفی بیان نشده از «مجاز» بستگی دارد. شور می‌گوید که این قضاوت دربارهٔ آنچه تروریسم است ذاتاً «ذهنی» می‌سازد، و علاوه بر این، به ادعای او، فالک را وادار می‌کند که برخی از اعمال را که غیرمجاز می‌داند به عنوان «تروریسم» و برخی دیگر را که مجاز می‌داند صرفاً «تروریستی» می‌داند.

جیمز اس. فیشکین، استاد علوم سیاسی دانشگاه ییل، در بررسی کتاب اقتصاد سیاسی حقوق بشر چامسکی و هرمان معتقد است که پرونده نویسندگان برای متهم کردن ایالات متحده به تروریسم دولتی «به طرز تکان دهنده ای اغراق آمیز است». فیشکین در مورد چامسکی و هرمان می‌نویسد:
آنها میزان کنترل و هماهنگی آمریکا را با نقش شوروی در اروپای شرقی مقایسه می‌کنند. با این حال، حتی اگر همه شواهد [نویسندگان] پذیرفته می‌شد چیزی بیش از پشتیبانی سیستماتیک و نه کنترلی نخواهد بود؛ بنابراین مقایسه با اروپای شرقی به شدت اغراق‌آمیز به نظر می‌رسد. و از این واقعیت که ما به کشورهایی که ترور می‌کنند کمک می‌کنیم،نتیجه‌گیری اینکه «واشنگتن به پایتخت شکنجه و قتل‌های سیاسی جهان تبدیل شده‌است.» بنابراین اتهام‌های چامسکی و هرمان در مورد سیاست خارجی ایالات متحده، تصویر آینه ای از لفاظی پکس امریکانا است که آنها مورد انتقاد قرار می‌دهند: این ادعا بر توهم قدرت مطلق آمریکا در سراسر جهان استوار است. و از آنجایی که آنها از نسبت دادن هر گونه استقلال اساسی به کشورهایی که به نوعی در حوزه نفوذ آمریکا هستند، امتناع می‌ورزند، کل بار تمام جنایت‌های سیاسی جهان غیرکمونیستی را می‌توان به واشینگتن برد.
فیشکین چامسکی و هرمان را به دلیل مستندسازی نقض حقوق بشر تحسین می‌کند، اما استدلال می‌کند که این شواهدی است «برای اتهام اخلاقی بسیار کمتر»، یعنی اینکه ایالات متحده می‌توانست از نفوذ خود برای جلوگیری از ارتکاب اعمال شکنجه یا قتل توسط دولت‌های خاص استفاده کند، اما این کار را انتخاب کرد.
ویلیام بنت، وزیر سابق آموزش و پرورش ایالات متحده، در مورد ۹–۱۱ چامسکی گفت: "چامسکی در کتاب می‌گوید که ایالات متحده یک کشور تروریستی پیشرو است. این یک ادعای مضحک و مضحک است. کاری که ما انجام دادیم این است که کویت را آزاد کردیم و در بوسنی و بالکان کمک کردیم. ما پناهگاهی برای مردم از همه مذاهب، از جمله اسلام، در ایالات متحده فراهم کرده‌ایم. ما سعی کردیم در سومالی کمک کنیم… آیا ما عیب و نقص داریم؟ البته. این تصور که ما یک دولت تروریستی پیشرو هستیم، مضحک است.»

استفن موریس نیز تز چامسکی را مورد انتقاد قرارداد:
تنها یک رژیم وجود دارد که از ایالات متحده تسلیحات و کمک دریافت کرده‌است، و دارای سابقه وحشیگری است که حتی کسری قابل توجه از وحشیگری پل پوت، ایدی امین، مائو، یا دفتر سیاسی هانوی است. این دولت سوهارتو در اندونزی است. اما … زمانی که ژنرال‌ها قدرت را به دست گرفتند، ایالات متحده تأمین کننده خارجی اصلی اندونزی نبود (و هیچ مدرک معتبری مبنی بر دخالت آمریکا در کودتا وجود ندارد). در دوره کمک‌های آمریکا به اندونزی و به ویژه در دوره دولت کارتر، تعداد زندانیان سیاسی کاهش یافته است. سرانجام، وحشیگری کنونی رژیم سوهارتو علیه مردم تیمور شرقی، مستعمره سابق پرتغال، که اندونزی در تلاش است با زور آن را تصرف کند… نه به عنوان بخشی از روند عادی حاکمیت داخلی خود، انجام می‌شود.
در سال۲۰۱۷، اسناد از طبقه‌بندی خارج شده از سفارت ایالات متحده در جاکارتا تأیید کرد که دولت ایالات متحده، از همان ابتدا، عمیقاً در کارزار کشتار جمعی که پس از تصرف قدرت توسط سوهارتو انجام شد، درگیر بود. بدون حمایت آمریکا و متحدان غربی اش، قتل‌عام اتفاق نمی‌افتاد. در سال۲۰۱۶، یک دادگاه بین‌المللی در لاهه حکم داد که این قتل‌ها جنایت علیه بشریت است و همچنین حکم داد که ایالات متحده و سایر دولت‌های غربی در این جنایت‌های شریک هستند. ویجی پراشاد مورخ هندی می‌گوید که همدستی ایالات متحده و متحدان غربی آن در قتل‌عام "بی تردید" است، زیرا آنها "لیست کمونیست‌هایی را در اختیار نیروهای مسلح اندونزی قرار دادند که قرار بود به قتل برسند" و "به ارتش حمله کنند. این قتل‌عام را انجام دهند.» او می‌افزاید که آنها این "وحشیگری مطلق" را سرپوش گذاشتند و به ویژه ایالات متحده حاضر نیست به‌طور کامل سوابق خود را برای این دوره از حالت طبقه‌بندی خارج کند. بگفته وینسنت بیوینز، کشتار جمعی اندونزی یک انحراف نبود، بلکه اوج یک شبکه سست کمپین‌های کشتار جمعی ضد کمونیستی تحت حمایت ایالات متحده در جنوب جهانی در طول جنگ سرد بود. بگفته مورخ براد سیمپسون:
واشینگتن تمام تلاش خود را برای تشویق و تسهیل کشتار اعضای ادعایی حزب کمونیست به رهبری ارتش انجام داد و مقام‌های ایالات متحده فقط نگران بودند که کشتار حامیان غیرمسلح این حزب به اندازه کافی پیش نرود و به سوکارنو اجازه بازگشت به قدرت و ناکام کردن [جانسون] را داد.] برنامه‌های نوظهور دولت برای اندونزی پس از سوکارنو. این ترور مؤثر بود، یک عنصر اساسی برای سیاست‌های نئولیبرالی که غرب پس از سرنگونی سوکارنو سعی در تحمیل آن بر اندونزی داشت.

## بیشتر خواندن
- کمپبل، بروس بی. و برنر، آرتور دی. ویراستاران. ۲۰۰۰.جوخه‌های مرگ در چشم‌انداز جهانی: قتل با انکار. نیویورک: چاپخانه سنت مارتین978-0-415-45507-7
- منجیوار، سیسیلیا و رودریگز، نستور، ویراستاران،هنگامی که ایالات می‌کشند: آمریکای لاتین، ایالات متحده، و فناوری‌های ترور،انتشارات دانشگاه تگزاس، ۲۰۰۵،شابک ‎۹۷۸-۰-۲۹۲-۷۰۶۴۷-۷
- لیکلی، روث (2009).تروریسم دولتی و نئولیبرالیسم: شمال در جنوب .راتلج .شابک ‎۰۴۱۵۶۸۶۱۷۲شابک 0415686172
- داناهو، لورا ک."تروریسم و گفتمان ضد تروریسم". در هور، مایکل یو منگ، رامراج، ویکتور وریدار و روچ،کنت (ویرایشات.قانون و سیاست جهانی ضد تروریسم. انگلستان: انتشارات دانشگاه کمبریج، ۲۰۰۵شابک ‎۰-۵۲۱-۸۵۱۲۵-۴978-0-8122-1711-7
- تیلور،آنتونی جیمز ویلیام.عدالت به عنوان یک نیاز اساسی انسان Nova Science Publishers،۲۰۰۶.شابک ‎۱−۵۹۴۵۴−۹۱۵-Xشابک 1-59454-915-X